# 20785 Mitalithakor
20785 Mitalithakor este un asteroid din centura principală de asteroizi.

## Descriere
20785 Mitalithakor este un asteroid din centura principală de asteroizi. A fost descoperit pe 3 septembrie 2000 la Socorro, New Mexico, în cadrul proiectului LINEAR. Asteroidul prezintă o orbită caracterizată de o semiaxă mare de 2,42 ua, o excentricitate de 0,11 și o înclinație de 6,9° în raport cu ecliptica.